# Switch Girl!!
Switch Girl!! (スイッチガール!!?, Suitchi Gāru!!) è un manga shōjo scritto e illustrato da Natsumi Aida, serializzato dal 19 agosto 2006 al 4 gennaio 2014 sulla rivista Margaret edita da Shūeisha.
In Italia la serie è stata pubblicata da Star Comics nella collana Turn Over dal 30 maggio 2010 al 27 dicembre 2014.
Ne è stata tratta una versione live action dorama nel 2011.

## Trama
Nika Tamiya è una bella, socievole e popolare liceale dal look giusto e alla moda. Nessuno però sa quanto le costi mantenere questa perfetta immagine e come sia veramente quando non è a scuola: spaventosamente sciatta, tuta, occhiali e capelli tirati malamente indietro, Nika tra le pareti domestiche passa il suo tempo davanti ai videogiochi e leggendo manga. La sua migliore amica si chiama Nino ed è l'unica a sapere di questo suo cambiamento e del perché. Nika, infatti, fin da piccola aveva questi comportamenti. Andando alle medie, però, capisce che per essere accettata dagli altri, deve essere un'altra persona. Decide così di diventare una "switch girl" ovvero una ragazza con doppia identità: quando è in casa si comporta seguendo il suo istinto, ma all'esterno indossa una "maschera".
Un giorno nella Shuei, la scuola che frequenta, entra un nuovo ragazzo: Arata Kamiyama, anch'esso uno switch boy. Dopo una serie di occasioni i due si innamorano e finalmente Arata, nella gara scolastica "La coppia più bella della scuola", si dichiara. Verso Natale, Nika e Arata decidono di andare in un Love Hotel per trascorrere un week end natalizio "romantico". Entrati nel Love Hotel vengono accolti dal proprietario gay che, con una video camera nascosta, li riprende. Arrivati in stanza, Nika va a farsi una doccia e Arata rimane fermo e zitto a guardarla. Quando Nika finisce e gli va incontro, Arata si accorge della telecamera ed escono immediatamente dall'albergo. Il proprietario dell'albergo si mostra attratto da Arata e, quando i due escono, guarda e riguarda attentamente il video dov'è presente Arata. Inizia il secondo quadrimestre alla Shuei e sul sito di scuole più popolari del Giappone, essa supera di tantissimi voti la Shutei (pessima rivale della Shuei). A metà quadrimestre, sul web, circolano foto fasulle che ritraggono Nika e Arata spacciare droga e minacciare bambini per avere soldi. Venuti a sapere da alcune spie che il responsabile dei fotomontaggi frequenta la Shutei i due decidono di infiltrarsi nella scuola con due amici: Masamune (amico e ex-ragazzo di Nika, terribilmente "porco") e Nino. Dopo essersi infiltrati nella Shutei, i 4 ragazzi iniziano ad indagare.
Nino sembra esseri schierata dalla parte della Shutei per entrare a far parte della scuola. Dopo i malintesi Nika viene a scoprire che in realtà Nino stava solo cercando di conquistare la simpatia della presidente della scuola. Dopo aver scoperto che Nino aveva idee ben diverse, la presidente decide di chiuderla nell'aula dove, poco prima, era stato "catturato" Masamune, e tra i due sembra esserci del tenero. Dopo aver dichiarato di fronte a tutta la Shutei che sono della scuola avversaria, i ragazzi si trovano in un bel guaio. La Shutei, infatti, ha deciso di catturarli nel vero senso della parola, dando loro solo un vantaggio di mezz'ora per nascondersi e non farsi più vedere, ma Nika e Arata non mollano e sono disposti a tutto pur di riottenere la dignità perduta, e soprattutto l'eliminazione della sospensione. Verranno salvati inaspettatamente da Chizaru e Rika che si infiltreranno nella scuola come donne delle pulizie e permetteranno la fuga di Nika e Arata. Ma proprio sul punto di fuggire il capo della confraternita di freddi imperatori minaccerà di sfigurare per sempre il viso di Nino con un accendino ma verrà fermato da Masamune che prova sentimenti sempre più forti nei suoi confronti.
L'avventura termina con l'immissione nel web delle prove che scagionano i protagonisti, il giorno dopo Nino e Nika vanno dal parrucchiere e da una rivista pensano di passare un week-end sulla neve ma, senza informare Masamune e Arata, diventerà un fine settimana romantico all'insegna della conquista. Nika e Masamune hanno organizzato un gioco per avere atteggiamenti più intimi con i loro amati.

## Personaggi
Nika Tamiya (田宮 仁香?, Tamiya Nika)
Doppiata da: Yū Asakawa
È una ragazza di 17 anni che frequenta il second anno di liceo, ed è anche la protagonista di questa storia. È una ragazza spigliata, sempre truccata con cura e vestita in modo impeccabile, ed i ragazzi per questo la trovano molto attraente. Ma il suo vero aspetto e il suo modo di essere in realtà sono quelli di una pseudo-vecchietta! Definisce il suo essere perfetta in modalità ON, ed il suo vero essere la modalità OFF: infatti lei in realtà ha una personalità molto rozza e sciatta, del tutto opposta alla grazia e al fascino che ostenta a scuola. Da bambina si comportava sempre con naturalezza e veniva soprannominata "Onita", cioè come un famoso wrestler giapponese, proprio per il suo carattere da maschiaccio; in seguito a una delusione d'amore però ha iniziato a sfruttare le sue modalità ON-OFF sempre più di frequente, fino a limitare la modalità OFF al tempo trascorso in casa o nel vicinato.
Arata Kamiyama (かみやま あらた?, Kamiyama Arata)
Doppiato da: Hikaru Midorikawa
È un ragazzo dalla bellezza straordinaria che si trasferisce nella stessa classe di Nika ma sotto "mentite spoglie". Infatti nasconde il viso con degli occhiali realizzati con grossi fondi di bottiglia che gli fanno assumere l'aspetto di uno sfigato. Questo poiché non sopporta le donne e le considera pericolose: a causa infatti del suo fascino le ragazze tendono a prenderlo di mira prettamente per l'aspetto fisico. Ha una personalità molto schiva e chiusa, tanto da non avere intenzione di socializzare con la classe per nessun motivo. Inizia ad aprirsi a qualcuno solo conoscendo Nika e la sua famiglia, probabilmente colpito dal comportamento spontaneo e caloroso delle tre - Nika, la madre e la sorella maggiore - che manca alla sua famiglia.
Ryoko Ninohara (二ノ原 涼子?, Ninohara Ryōko)
Doppiata da: Natsuko Kuwatani
Detta Nino (ニノ?), è la migliore amica di Nika. È l'unica che sa da sempre della modalità "off" della sua amica. È molto intelligente e si dimostrerà non interessata ai ragazzi, prima di incontrare Masamune. Però andando avanti con la storia rientrerà nella vita di Nino una persona molto speciale per lei, così da mettere in difficoltà il legame che si era creato tra lei e Masamune.
Hirota Masamune (Masamune?, 広田 正宗, Hirota Masamune)
È inizialmente un corteggiatore di Nika e nemico di Arata; diventa poi grande amico di entrambi. Appare spesso assieme a Meika. È un ragazzo dall'aspetto disordinato, un po' fighetto e ama i porno. Si dimostrerà interessato alle ragazze solo per fare quello, ma poi s'innamorerà sul serio di Nino.
Meika (メイカ?)
È anche lei una Switch Girl: in modalità ON è un angioletto, dolce, calmo e sensibile; in modalità OFF diventa la ragazza che è. Infatti è una che con il suo faccino innocente ama rompere le coppie e sedurre gli uomini. Avendo sui nervi Nika, proverà a sedurre Arata e poi a molestarlo ma verrà fermata e punita da un esercito femminile di ragazze (tradite a causa di Meika) capitanate da Nika e dalla scimmiaccia.
Scimmiaccia (ボスザル?, Bosuzaru)
Doppiata da: Yū Kobayashi
Il suo vero nome è Reika Jogasaki (城ヶ崎 麗香?, Jōgasaki Reika), è l'acerrima nemica di Nika e frequenta la sezione D. Spesso litiga con Nika e quando fanno un patto assumono entrambe una espressione da marinari che piangono. Ha una cotta per il professor Someya-
Occhialaido (キモメガネ?, Kimomegane)
Il suo vero nome è Masaru Kimoto (樹本 大?, Kimoto Masaru), è un compagno di classe di Nika. Nel primo volume deve prendere il posto di Arata nel ruolo de Il principe quattrocchi (ma si ritira per la paura che poi, viene spiegata, da una serie di incubi fatti giorni prima). È ossessionato da Arata e a volte viene da pensare che ne sia innamorato. È un acerrimo nemico di Masamune (entrambi competono per il ruolo di migliore amico di Arata).
Rika Tamiya (田宮 リカ?, Tamiya Rika)
Doppiata da: Tomo Adachi
È la sorella maggiore di Nika e le assomiglia molto, sia nel carattere che nell'aspetto, ed anche lei è una Switch Girl. Le viene dedicato un episodio extra ambientato nel futuro in cui lei s'innamora di un ragazzo, Shuji, che continua ad amarla anche dopo aver scoperto il suo segreto.
Chizuro Tamiya (田宮 千鶴?, Tamiya Chizuro)
Doppiata da: Fumi Oda
È la madre di Rika e Nika. Anche lei è una Switch Girl. È grassa, bassa e veste con una maglia molto attillata. È conosciuta dalle amiche della protagonista come la splendida mamma di Nika (a cui confronto le loro madri sono delle vecchiacce) e come la signora grassa e pazza del supermercato.
Sato (佐藤?, Satō) e Kato (加藤?, Katō)
Doppiate da: Kahoru Sasajima e Ai Matayoshi
Sono due delle migliori amiche di Nika. Al contrario di Nino, sono all'oscuro del comportamento della vera Nika e la ammirano in tutto e per tutto. Sato ha i capelli corti e legati con una coda di cavallo; Kato, invece, ha i capelli lunghi e sciolti (tranne per un codino).
Kenji Someya (染谷 慶次?, Someya Kenji)
Doppiato da: Daisuke Matsuoka
È un professore della scuola dove si svolgono le vicende. Essendo stato abbandonato ed escluso dai suoi compagni quando era un liceale, si comporta in malo modo con la Shuei mettendo una serie di divieti sull'abbigliamento. Andando avanti con la storia, si scoprirà il motivo del suo atteggiamento e grazie a Nika e ad Arata, egli capirà che ciò che faceva era sbagliato, tanto da scusarsi con gli allievi ed i suoi colleghi e finendo per dare le dimissioni. Incredulo e commosso per la reazione dei suoi studenti, che lo implorano di restare - in particolare Scimmiaccia, follemente innamorata di lui - Someya decide di rimanere, annullando la richiesta di licenziamento. Anche in lui sboccerà l'amore grazie alla Scimmiaccia. Naturalmente all'inizio cercherà di reprimere i suoi sentimenti, perché sarebbe stato oltraggioso per un insegnante frequentare una studentessa, però, nonostante tutto, alla sola vista di un suo possibile rivale Someya non riuscirà più a controllarsi e finalmente le dichiarerà i suoi sentimenti.
Neko (ニャーちゃん?, Nyā-chan)
Il fumetto è nato proprio dalla bozza di questo simpatico gattino diventato la mascotte del manga.

## Media

### Manga
Il manga, scritto e disegnato da Natsumi Aida, è stato serializzato dal 19 agosto 2006 al 4 gennaio 2014 sulla rivista Margaret edita da Shūeisha. I vari capitoli sono stati raccolti in venticinque volumi tankōbon pubblicati dal 25 gennaio 2007 al 25 febbraio 2014.
Nel 2009 venne pubblicato un vomic.
In Italia la serie è stata pubblicata da Star Comics nella collana Turn Over dal 30 maggio 2010 al 27 dicembre 2014.

#### Volumi
| Nº | Data di prima pubblicazione | Data di prima pubblicazione | Data di prima pubblicazione |
| Nº | Giapponese                  | Giapponese                  | Italiano                    |
| -- | --------------------------- | --------------------------- | --------------------------- |
| 1  | 25 gennaio 2007             | ISBN 978-4-08-846132-8      | 30 maggio 2010              |
| 2  | 25 maggio 2007              | ISBN 978-4-08-846171-7      | 25 luglio 2010              |
| 3  | 25 settembre 2007           | ISBN 978-4-08-846210-3      | 26 settembre 2010           |
| 4  | 25 dicembre 2007            | ISBN 978-4-08-846243-1      | 28 novembre 2010            |
| 5  | 25 aprile 2008              | ISBN 978-4-08-846286-8      | 30 gennaio 2011             |
| 6  | 25 agosto 2008              | ISBN 978-4-08-846323-0      | 27 marzo 2011               |
| 7  | 25 novembre 2008            | ISBN 978-4-08-846354-4      | 28 maggio 2011              |
| 8  | 25 febbraio 2009            | ISBN 978-4-08-846384-1      | 24 luglio 2011              |
| 9  | 25 giugno 2009              | ISBN 978-4-08-846418-3      | 13 agosto 2011              |
| 10 | 23 ottobre 2009             | ISBN 978-4-08-846455-8      | 29 ottobre 2011             |
| 11 | 25 febbraio 2010            | ISBN 978-4-08-846494-7      | 24 dicembre 2011            |
| 12 | 25 maggio 2010              | ISBN 978-4-08-846525-8      | 25 febbraio 2012            |
| 13 | 24 settembre 2010           | ISBN 978-4-08-846565-4      | 28 aprile 2012              |
| 14 | 3 dicembre 2010             | ISBN 978-4-08-846604-0      | 23 giugno 2012              |
| 15 | 25 marzo 2011               | ISBN 978-4-08-846629-3      | 25 agosto 2012              |
| 16 | 20 aprile 2011              | ISBN 978-4-08-846639-2      | 27 ottobre 2012             |
| 17 | 23 settembre 2011           | ISBN 978-4-08-846697-2      | 22 dicembre 2012            |
| 18 | 25 gennaio 2012             | ISBN 978-4-08-846735-1      | 23 febbraio 2013            |
| 19 | 25 maggio 2012              | ISBN 978-4-08-846774-0      | 27 aprile 2013              |
| 20 | 25 ottobre 2012             | ISBN 978-4-08-846840-2      | 22 giugno 2013              |
| 21 | 25 gennaio 2013             | ISBN 978-4-08-846876-1      | 24 agosto 2013              |
| 22 | 24 maggio 2013              | ISBN 978-4-08-845041-4      | 21 dicembre 2013            |
| 23 | 25 settembre 2013           | ISBN 978-4-08-845094-0      | 22 marzo 2014               |
| 24 | 24 gennaio 2014             | ISBN 978-4-08-845156-5      | 27 settembre 2014           |
| 25 | 25 febbraio 2014            | ISBN 978-4-08-845166-4      | 27 dicembre 2014            |

### Dorama
La serie è stata adattata in un dorama live action, trasmesso su Fuji TV Two dal 24 dicembre 2011 al 18 febbraio 2012. La sigla è Love Brick ed è cantata da Nana Mizuki.
Una seconda stagione intitolata Switch Girl!! 2 è andata in onda su Fuji TV dal 7 dicembre 2012 al 25 gennaio 2013. La sigla è Happy Go Round sempre di Nana Mizuki.
Parte della prima stagione è stata proiettata al Japan Expo 2012 di Parigi per promuovere l'uscita home video per il pubblico francese. L'attrice Mariya Nishiuchi, che interpretava Nika nella serie, fu presente come ospite durante l'evento. Nel 2020, AsianCrush ha acquistato i diritti di distribuzione in inglese della prima stagione.

## Accoglienza
Il manga è stato il quarantaduesimo più venduto nel 2011 in Giappone, con 1 095 914 copie.
Francesca Guarracino di MangaForever recensì il primo volume della serie trovando che la trama fosse ispirata in parte a Le situazioni di Lui & Lei per quanto riguardava la doppia vita dei protagonisti. Tuttavia era sufficiente una veloce lettura per rendersi conto che al di là dell'idea di partenza, le due opere avevano poco a che vedere l'una con l’altra, sia dal punto di vista del tono narrativo, sia per quanto riguarda le caratterizzazioni. Infatti si presentava fin dalle primissime pagine come un manga dal tono dissacrante, che con disarmante semplicità abbatteva lo stereotipo della perfezione femminile. La narrazione era quindi costantemente attraversata da un forte umorismo, al limite del senza senso, non lasciando spazio a quell'analisi introspettiva dei personaggi che invece era il filo rosso dell'opera di Masami Tsuda. Il character design di Aida non era particolarmente originale, rappresentando i suoi personaggi secondo il tipico stile shōjo: grandi occhi luccicanti, chiome fluenti e cura per i dettagli. Il tratto era pulito, le tavole ben strutturate e ordinate nella loro composizione, con un uso equilibrato dei retini che non appesantiva la lettura. Anche le personalità erano piuttosto piatte e scontate, sia con riferimento ai comprimari che ai protagonisti. I dialoghi risultavano poveri e banali, con il risultato di non riuscire a rendere coinvolgente l'interazione tra i personaggi. Nonostante ciò, il punto di forza risiedeva sta nello "switch" del titolo, che ruotava intorno a Nika in "modalità OFF" e alla sua famiglia, riuscendo ad accattivarsi le simpatie del lettore e a conquistarne l'attenzione. Dall'ossessione per la comodità a scapito della femminilità fino alle strategie di gruppo per accaparrarsi le migliori offerte al supermercato, l’autrice guidava i lettori alla scoperta della sua personale visione dell'universo femminile, non avendo paura di affermare che la protagonista era in buona parte ispirata alle sue abitudini. Concluse affermando che Switch girl era una lettura piacevole, che sul momento sembrava non avere grandi pretese.